# Chris Brown
Christopher Maurice "Chris" Brown, ameriški pevec, plesalec in igralec. * 5. maj 1989.

## Biografija
Chris Brown se je rodil in odraščal v Tappahannocku v Virginiji kot sin Joyce Hawkins in Clintona Browna. Že v mladosti je bil samouk petja in plesa ter je sodeloval pri njegovem cerkvenem zboru in številnih tekmovanjih talentov. Preden je postal pevec, ga je zanimalo, da bi postal raper, a je namesto tega postal pevec, ko je njegova mama opazila njegov čudovit pevski glas. Pri 13 letih sta Brown in njegova mati začela iskati priložnosti za glasbeno pogodbo. Odkrila ga je lokalna produkcijska ekipa, ki je med iskanjem novih talentov obiskala očetovo bencinsko črpalko. Pri 15 letih je Brown nastopal za LA Reid in leta 2004 podpisal pogodbo z Jive Records. Naslednje leto je izdal svoj istoimenski debitantski studijski album, ki je postal trikrat platinast. Brown je s svojim debitantskim singlom »Run It!« zasedel vrh lestvice Billboard Hot 100, s čimer je postal prvi moški izvajalec po letu 1995, ki mu je to uspelo. Njegov drugi album, Exclusive, ki je izšel leta 2007, je bil komercialno uspešen po vsem svetu in je ustvaril njegov drugi singel na prvem mestu Billboard Hot 100, »Kiss Kiss«.
Leta 2009 je Brown priznal krivdo za kaznivo dejanje napada na pevko Rihanno, ki je bila takrat njegova punca, in bil obsojen na pet let pogojne kazni in šest mesecev družbenokoristnega dela. Istega leta je izdal svoj tretji album Graffiti, ki je veljal za komercialno neuspešen. Po Graffiti je Brown izdal svoj četrti album F.A.M.E., ki je izšla istega leta je bil njegov prvi album na vrhu lestvice Billboard 200. Album je vseboval tri komercialno uspešne single – »Yeah 3x«, »Look at Me Now« z diamantnim certifikatom in »Beautiful People« — in mu je prinesel nagrado Grammy za najboljši R&B album.

## Diskografija
- Chris Brown (2005)
- Exclusive (2007)
- Graffiti (2009)
- F.A.M.E (2011)
- Fortune (2012)
- X (2013)
- Royalty (2015)
- Heartbreak on a Full Moon (2017)
- Indigo (2019)
- Breezy (2022)
- 11.11 (2023)

## Filmografija
- 2006: Christmas in Washington
- 2007: Chris Brown: Journey to South Africa
- 2007: The O.C.
- 2008: Paglavca v hotelu
- 2011: Tosh.0
- 2017: Welcome to my life